# Manoir de Malmont
Ne doit pas être confondu avec le manoir de Marmont situé à Bény.
Le manoir de Malmont est un manoir situé à Curciat-Dongalon, en France.

## Présentation
Le manoir est situé dans le département français de l'Ain, sur la commune de Curciat-Dongalon, plus précisément sur la route qui va de Curciat à Montpont. Au nord-ouest serpente la Sâne Vive.
L'édifice est inscrit au titre des monuments historiques en 1990.
Le manoir faisait partie du fief des seigneurs de Malmont, originaires de Vonnas près de Bourg-en-Bresse. Leur lignée remonte à Étienne le Sauvage, fils de Guichard.
Actuellement, le manoir est propriété privée, visitable chaque année à la Pentecôte et aux Journées européennes du patrimoine.

## Dénomination
Quelques documents d'archives citent ce fief sous la dénomination Malmont-Curciat